# Tomoko Yonemura
Tomoko Yonemura (jap. 米村知子 Yonemura Tomoko; ur. 1 lipca 1982 w Kumamoto, w prefekturze Kumamoto) – japońska tenisistka.
Starty na zawodowych kortach rozpoczęła w listopadzie 1998 roku biorąc, bez powodzenia, udział w kwalifikacjach do niewielkiego turnieju ITF w Iōjimie. W następnym roku startowała w kwalifikacjach gry pojedynczej w podobnych turniejach, lecz bezskutecznie. Wygrała natomiast kwalifikacje gry podwójnej w Saga, w parze z Ayano Takeuchi i po raz pierwszy zagrała w turnieju głównym, w którym jednak gładko przegrała z parą Shiho Hisamatsu i Tamarine Tanasugarn. W 2000 roku, z tą samą partnerką, zagrała (dzięki dzikiej karcie) w turnieju w Osace, w którym dotarła do półfinału.
Pierwszy sukces w singlu osiągnęła we wrześniu 2002 roku, wygrywając jeden z czterech turniejów japońskich, rozgrywanych nieprzerwanie przez cztery tygodnie, natomiast po raz pierwszy w deblu wygrała w następnym roku, w Nagano. W sumie wygrała siedem turniejów singlowych i jedenaście deblowych rangi ITF.
W październiku 2004 roku wystąpiła w kwalifikacjach turnieju Japan Open, w Tokio, zaliczanego do rozgrywek cyklu WTA Tour. Zarówno w grze singlowej, jak i deblowej, nie udało jej się wygrać kwalifikacji, ale i tak wystąpiła w turnieju głównym w deblu jako szczęśliwa przegrana. Partnerując rodaczce Ryoko Takemura, osiągnęła drugą rundę, eliminując w pierwszej parę Catalina Castaño i Emmanuelle Gagliardi.
We wrześniu 2005 roku wygrała kwalifikacje singla do turnieju Commonwealth Bank Tennis Classic, na indonezyjskiej wyspie Bali i zagrała w fazie głównej, w której spotkała się z rodaczką Aiko Nakamurą i po wyrównanym meczu przegrała 6:7, 5:7.
W sierpniu 2008 roku zagrała w kwalifikacjach do turnieju wielkoszlemowego US Open, ale po wygraniu pierwszego meczu z Zuzaną Kucovą przegrała drugi z Kaciaryną Dziehalewicz i odpadła z eliminacji. W następnych latach kilkakrotnie brała udział w kwalifikacjach do wszystkich czterech turniejów Wielkiego Szlema, ale nigdy nie udało jej się dotrzeć dalej niż do drugiej rundy.
Najlepsze miejsce w rankingu WTA Tour – 148 – osiągnęła w maju 2009 roku.

## Wygrane turnieje rangi ITF
| turnieje z pulą nagród 100 000 $ |
| turnieje z pulą nagród 75 000 $  |
| turnieje z pulą nagród 50 000 $  |
| turnieje z pulą nagród 25 000 $  |
| turnieje z pulą nagród 15 000 $  |
| turnieje z pulą nagród 10 000 $  |

### Gra pojedyncza
|    | Data       | Turniej   | Kat. | ($)    | Naw.      | Finalistka          | Wynik         |
| 1. | 22/09/2002 | Japonia   | ITF  | 40 000 | twarda    | Maiko Inoue         | 6:3, 6:3      |
| 2. | 28/09/2003 | Hiroszima | ITF  | 10 000 | trawiasta | Tomoyo Takagishi    | 6:4, 6:1      |
| 3. | 05/09/2004 | Saitama   | ITF  | 10 000 | twarda    | Maya Kato           | 6:3, 6:3      |
| 4. | 28/05/2006 | Nagano    | ITF  | 25 000 | dywanowa  | Sarah Borwell       | 7:5, krecz    |
| 5. | 11/05/2008 | Fukuoka   | ITF  | 50 000 | dywanowa  | Tamarine Tanasugarn | 6:1, 2:6, 7:6 |
| 6. | 01/06/2008 | Gunma     | ITF  | 25 000 | dywanowa  | Kumiko Iijima       | 6:0, 6:3      |
| 7. | 04/10/2009 | Hamanako  | ITF  | 25 000 | dywanowa  | Misaki Doi          | 6:4, 7:6      |